# Hotel Sheraton Santiago
Hotel Sheraton Santiago o Hotel Sheraton San Cristóbal es un hotel de la cadena Sheraton en Santiago de Chile, actualmente el más grande de la capital chilena.

## Historia
Los orígenes del hotel se remontan a 1968, cuando International Telephone and Telegraph (ITT) decidió adquirir la cadena de hoteles Sheraton, y al mismo tiempo construir nuevos hoteles en Buenos Aires, Río de Janeiro y Santiago. Fue construido por la oficina de arquitectos Alemparte Barreda.
Fue abierto al público el 16 de octubre de 1970, y al año siguiente el gobierno de Salvador Allende planteó la posibilidad de expropiar el hotel y reconvertirlo en un hospital, situación que finalmente no ocurrió.
El 21 de marzo de 1981 el hotel sirvió de centro de operaciones de emergencia durante el incendio de la vecina Torre Santa María.
En diciembre de 2015 el fondo Inversiones Hoteleras Holding Spa —que es administrado por LarrainVial  adquirió el conjunto del hotel por 95 millones de dólares.